# باشگاه والیبال پتروشیمی بندر امام
باشگاه والیبال پتروشیمی بندر امام (به انگلیسی: Petrochimi Bandar Imam VC) یک باشگاه والیبال ایرانی بود. این تیم در لیگ برتر والیبال ایران حضور داشت. مقام سوم فصل ۰۵–۲۰۰۴ بهترین عنوان پتروشیمی در سوپر لیگ والیبال ایران بود.